# 루키우스 코르넬리우스 푸시오 안니우스 메살라 (90년 집정관)
루키우스 코르넬리우스 푸시오 안니우스 메살라(Lucius Cornelius Pusio Annius Messala)는 로마의 원로원 의원으로 90년 1월 13일부터 2월 말까지 도미티아누스 황제의 보좌 집정관직을 대체했다. 그는 루키우스 코르넬리우스 푸시오라는 짧은 이름의 형태로도 알려져 있다.
플로티우스 페가수스를 동료 집정관으로 둔 동명의 보좌 집정관이 베스파시아누스 집권기에 확인이 되었다. 90년의 집정관의 존재가 증명이 되었을 때까지, 후대의 푸시오를 언급한 비문들은 이전의 푸시오를 나타낸 것이라고 생각되었는데, 대표적으로 티부르에서 발견된 것이다. 두 사람의 관계는 분명하게 알려진 것은 아니며, 그럼에도 동일한 이름은 후대의 인물이 이전의 푸시오의 아들임을 강하게 암시한다. 렙티스 마그나에서 나온 한 비문은 마르쿠스 안니우스 메살라의 존재를 레가투스 혹은 아프리카 속주인 프로콘술로서 나타내는데, 이 점은 이전의 푸시오가 안니우스 메살라를 입양하였고 후대의 푸시오가 그 이름을 갖게 되었다라는 이름으로 이끌어냈다. 같은 시기, 마르쿠스 안니우스 메살라가 83년에 보좌 집정관이라 확인되었으며, 그는 아프리카의 비문에서 언급된 인물일 것이다. 로널드 사임 등의 학자들이 제안한 또 다른 이론에선 '안니우스 메살라'라는 부분이 이전의 푸시오 가문의 어머니 쪽에서 온 것으로 설명하기도 한다.
사임은 또한 가데스에서 나온 두 명이 친척일 가능성에 대한 증거를 언급하기도 했는데, 노예가 만든 비문은 루키우스 코르넬리우스 푸시오를 언급하는 동시에 마르쿠스 코르넬리우스 L.f. 푸시오를 언급한다.
아내 혹은 딸로 추정되는 코르넬리아 사비나가 만든, 티부르에서 출토된 비문은 90년에 재직 중인 두 집정관의 내용을 언급하는데, 푸시오는 축제와 경기 대회 (루디) 등에서 연회와 만찬을 주관하던, 로마에서 가장 저명한 사제단 4개 중 하나인 '셈템비리 에풀로눔'의 일원이며, 또한 103/104년 기간으로 추정되는 아프리카 속주의 총독이라는 것이다. 루키우스 코르넬리우스 푸시오는 '테스타멘눔 다수미'라는 다른 비문에서 언급되는데, 그가 108년 여름에 여전히 살아있었음을 나타낸다.